# Rush (serie de televisión de 2008)
Rush es un drama policial de televisión australiana, que se transmitió en el Network Ten desde el 2 de septiembre de 2008 hasta el 17 de noviembre de 2011. Rush es una de las series con más éxito y queridas de la cadena Ten.
La serie se centra en los miembros del Equipo de Respuesta Táctica "TR", de la policía (en inglés Police Tactical Response Team) y como estos actúan bajo presión para salvar vidas, prevenir la delincuencia y capturar a los malos. La mayoría de los episodios giran en torno a un tema principal o en dos subtramas. 
En algunos episodios los casos se vuelven el tema principal mientras que las vidas personales de los personajes pasan a formar tramas secundarias que se extienden en una serie de episodios. Usualmente el equipo es dividido en dos, uno por caso. El equipo que toma la trama secundaria siempre termina reuniéndose con el equipo principal.
Rush fue producido por John Edwards y Southern Star y ha contado con actores y actrices invitados como Anthony Hayes, Andrew Blackman, Todd MacDonald, Fletcher Humphrys, Sweeney Young, Sullivan Stapleton, Eliza Taylor-Cotter, Kate Jenkinson, Brian Vriends, John Orcsik, Andrew Curry, Don Hany, Holly Shanahan, Nathaniel Dean, Alyce Platt, Asher Keddie, Ian Bliss, Lachy Hulme, Brendan Cowell, Nadia Townsend, Travis McMahon, entre otros...
La cuarta temporada se estrenó con dos episodios seguidos el 1 de septiembre de 2011. En noviembre del mismo año se confirmó que la serie no sería renovada para una quinta temporada y que la cuarta sería la última.

## Historia
Rush sigue la vida de los miembros del prestigioso equipo de respuestas Tácticas "TR" y como cada uno de ellos actúa bajo presión; se centra en los oficiales de la unidad y explora sus vidas dentro y fuera del trabajo. El grupo responde a incidentes violentos como robos, suicidios y delitos armados y están entrenados para ser más inteligentes, tácticamente superiores y con tecnología avanzada.
En la primera temporada los equipos estaban formados por Lawson, Stella y Michael en el TR01, mientras que Josh, Grace y Dom conformaban el TR02. Durante la segunda temporada la oficial Shannon Henry llega al equipo para sustituir a Grace, quien había muerto. 
Durante la tercera temporada los equipos están conformados por Lawson, Shannon y Dom en el TR01, mientras que Josh, Michael y Christian (quien se había unido al equipo como reemplazo de Stella, quien había renunciado) en el TR02. Después de que Dom sufriera una crisis y disparara en contra de un coche de policía, fue despedido de la Respuesta Táctica y cuando Stella regresa al equipo sustituye a Dom en el TR01.
En el 2011 al equipo se les une el sargento mayor Charlie Lewis, mientras que Kerry es promovida de Inspectora a Superintendente. También al grupo se les unirá Amber, la sobrina de Leon, quien lo ayudará en la sala de operaciones. Sin embargo el equipo perdió a Michael Sandrelli después de que este recibiera un disparo en la cabeza durante una operación encubierta y muriera posteriormente en el hospital.

## Personajes
| Actor                | Personaje                            | N.º de Episodios | Temporadas  |
| -------------------- | ------------------------------------ | ---------------- | ----------- |
| Rodger Corser        | Sargento Mayor Lawson Blake          | 70               | 2008 - 2011 |
| Callan Mulvey        | Sargento Brendan "Josh" Joshua       | 70               | 2008 - 2011 |
| Jolene Anderson      | Sargento Shannon Henry               | 57               | 2009 - 2011 |
| Antony Starr         | Sargento Mayor Charlie Lewis         | 13               | 2011        |
| Nicole da Silva      | Oficial Mayor Stella Dagostino       | 69               | 2008 - 2011 |
| Kevin Hofbauer       | Oficial Christian Tapu               | 35               | 2010 - 2011 |
| Catherine McClements | Superintendente Kerry Vincent        | 70               | 2008 - 2011 |
| Samuel Johnson       | Oficial de Inteligencia Leon Broznic | 70               | 2008 - 2011 |

### Personajes Recurrentes
| Actor         | Personaje    | Empleo     | N.º de Episodios | Duración   |
| ------------- | ------------ | ---------- | ---------------- | ---------- |
| Jane Allsop   | Tash Button  | Doctora    | 12               | 2010, 2011 |
| Ella Shenman  | Minka Button | Estudiante | 6                | 2010, 2011 |
| Elle Mandalis | Anna Vargas  | Ministro   | 8                | 2011       |

#### Antiguos Personajes Principales
| Actor               | Personaje                       | Empleo             | Temporada  | N.º de episodios | Causa                                             | Estado |
| ------------------- | ------------------------------- | ------------------ | ---------- | ---------------- | ------------------------------------------------- | ------ |
| Ashley Zukerman     | Oficial Mayor Michael Sandrelli | Policía            | 1, 2, 3, 4 | 70               | murió luego de recibir un disparo en la cabeza    | Muerto |
| Josef Ber           | Sargento Dominic "Dom" Wales    | Oficial Antibombas | 1, 2, 3    | 41               | murió al explotar una bomba durante una operación | Muerto |
| Claire van der Boom | Oficial Mayor Grace Reid-Berry  | Policía            | 1          | 12               | muere en el hospital luego de una explosión       | Muerta |

#### Antiguos Personajes Recurrentes
| Actor               | Personaje      | Empleo                     | N.º de Episodios | Temporada  | Estado |
| ------------------- | -------------- | -------------------------- | ---------------- | ---------- | ------ |
| Camille Keenan      | Audrey Khoo    | Oficial de Inteligencia    | 15               | 2010       | Viva   |
| Emily Wheaton       | Amber Cushing  | Practicante de Operaciones | 9                | 2011       | Viva   |
| Ian Meadows         | James Vincent  | -                          | 5                | 2010, 2011 | Vivo   |
| Nathaniel Dean      | Andrew Kronnin | Criminal                   | 5                | 2009, 2010 | Vivo   |
| Peter Hardy         | Doug Rainey    | Criminal                   | 4                | 2011       | Vivo   |
| Mark Leonard Winter | Liam Rainey    | Criminal                   | 3                | 2011       | Muerto |
| Nikki Shiels        | Cleo Temple    | Periodista                 | 3                | 2011       | Viva   |

## Producción
El piloto de la serie originalmente había sido titulado "Rapid Response" y se filmó en el 2004, el cual estuvo basado en el guion de la serie Police Rescue. En el piloto aparecieron algunos actores como Matthew Le Nevez, Libby Tanner y Corinne Grant, sin embargo no regresaron para la serie. Al inicio la serie fue rechazada sin embargo luego fue aceptada.
Originalmente durante la primera temporada el personaje del Sargento Dominic "Dom" Wales, interpretado por el actor Josef Ber, iba a ser asesinado; sin embargo el personaje de la actriz Claire van der Boom, la oficial mayor Grace Barry fue asesinada, debido a que durante la producción  la actriz pidió salir de la serie, ya que la "Visa de Residencia" que había solicitado en los Estados Unidos fue aprobada y era necesario que se trasladara. La actriz Jolene Anderson se unió al elenco en la segunda temporada. Anderson interpretara a la Sargento Shannon Henry, una especialista en negociaciones y maestra de la comprensión acerca de cómo piensa la gente.
El 25 de septiembre del 2009 la cadena Channel Ten anunció que la serie tendría una tercera temporada. La tercera temporada comenzará el 22 de julio de 2010.
El 12 de noviembre del 2010 se anuncuó que la serie regresaría para una cuarta temporada, la cual contaría con 13 episodios 9 menos que la temporada pasada.

## Premios y nominaciones
Rush ha sido nominado a los premios Logie y Afi en varias ocasiones; entre los nominados se encuentran Callan Mulvey, Ashley Zukerman y Claire van der Boom. También fue nominado por "Most Outstanding Drama Series, Miniseries or Telemovie".
| Año  | Categoría                                              | Premio                           | Nominado (a)                   | Resultado |
| ---- | ------------------------------------------------------ | -------------------------------- | ------------------------------ | --------- |
| 2011 | Most Popular Actor                                     | Silver Logie Award               | Callan Mulvey                  | Nominado  |
| 2011 | Most Outstanding Actress                               | Silver Logie Award               | Catherine McClements           | Nominada  |
| 2011 | Most Popular Drama Series                              | Logie Award                      | Rush                           | Nominado  |
| 2011 | Most Outstanding Drama Series, Miniseries or Telemovie | Silver Logie Award               | Rush                           | Nominado  |
| 2010 | Best Television Drama Series                           | AFI Award                        | John Edwards & Mimi Butler     | Ganaron   |
| 2010 | Best Direction in Television (episodio: Train)         | AFI Award                        | Grant Brown                    | Nominado  |
| 2010 | Best Aussie Drama                                      | TV Tonight Award                 | Rush                           | Nominado  |
| 2010 | Television Drama Series                                | Australian Directors Guild Award | Daniel Nettheim                | Nominado  |
| 2009 | Most Outstanding Drama Series, Miniseries or Telemovie | Silver Logie Award               | Rush                           | Nominado  |
| 2009 | Most Outstanding Actor                                 | Logie Award                      | Callan Mulvey                  | Nominado  |
| 2009 | Most Outstanding New Talent                            | Graham Kennedy Award             | Ashley Zukerman                | Nominado  |
| 2009 | Most Outstanding Actress                               | Silver Logie Award               | Claire van der Boom            | Nominada  |
| 2009 | Television Serie                                       | AWGIE Award                      | John O'Brien & Christopher Lee | Ganaron   |
| 2008 | Best Lead Actor in a Television Drama                  | AFI Award                        | Callan Mulvey                  | Nominado  |
| 2008 | Best Television Drama Series                           | AFI Award                        | John Edwards & Mimi Butler     | Nominados |